# Olivier Quesnel
Pour les articles homonymes, voir Quesnel.
Olivier Quesnel, né en 1950 à Casablanca (Maroc), est un patron de presse et directeur d'écuries automobiles français. Il a notamment dirigé les départements compétition des deux marques automobiles Peugeot et Citroën, Citroën Racing et Peugeot Sport.  

## Biographie
Olivier Quesnel participe à la création de Peugeot Talbot Sport avec Jean Todt en 1980, puis travaille au sein du Groupe Michel Hommell notamment en tant que directeur du magazine hebdomadaire Auto Hebdo. 
En 2008, il est nommé à la tête de Citroën Racing en remplacement de Guy Fréquelin, parti à la retraite. Sa première saison est une réussite, car Citroën reconquiert les deux titres de champion du monde des rallyes pour la première fois depuis 2005. À l'inter-saison, il est également nommé à la tête de Peugeot Sport par les dirigeants de PSA (en remplacement de Michel Barge), avec pour objectif de remporter les 24 Heures du Mans. 2009 est à l'image de l'année précédente avec la conservation des deux titres pour Citroën en rallye et la victoire de Peugeot aux 24 Heures du Mans 2009, la première victoire de Peugeot au Mans depuis 1993 et le premier succès majeur de Peugeot Sport depuis 2002. Il est remplacé par Yves Matton à la tête de Citroën Racing le 5 janvier 2012.
En juillet 2012, il rejoint le groupe de Jacques Nicolet, comme directeur des Activités compétitions du groupe JN Holding, chargé du développement international des activités liées aux différents championnats d'endurance WEC et ELMS, ainsi que sur d'autres activités sport automobile.

## Palmarès
- WRC :
  - Champion du monde des constructeurs (4 titres) : 2008, 2009, 2010, 2011 ;
  - 36 victoires.
- 24 Heures du Mans :
  - Vainqueur (1 victoire) : 2009.

## Carrière
- Directeur :
  - 2008-2012 : Citroën Sport ;
  - 2009-2012 : Peugeot Sport ;
  - 2012-présent : JN Holding.

## Référence
1. ↑  oak-racing.com